# BRDC International Trophy 1949
Il BRDC International Trophy 1949 è stato un Gran Premio di automobilismo della stagione 1949.

## Gara

### Risultati

#### Finale
| Pos | Nr | Pilota               | Vettura           | Giro | Tempo/Ritiro   |
| --- | -- | -------------------- | ----------------- | ---- | -------------- |
| 1   | 8  | Alberto Ascari       | Ferrari 125       | 30   | 59:42.6        |
| 2   | 30 | Nino Farina          | Maserati 4CLT/48  | 30   | + 1.8          |
| 3   | 27 | Luigi Villoresi      | Ferrari 125       | 30   | + 36.4         |
| 4   | 32 | Toulo de Graffenried | Maserati 4CLT/48  | 30   | + 36.4         |
| 5   | 26 | Peter Walker         | ERA Tipo E        | 30   | + 1:24.2       |
| 6   | 15 | Prince Bira          | Maserati 4CLT/48  | 30   | + 2:14.0       |
| 7   | 6  | Bob Gerard           | ERA Tipo B        | 29   | + 1 giro       |
| 8   | 35 | Fred Ashmore         | Maserati 4CLT/48  | 29   | + 1 giro       |
| 9   | 5  | Cuth Harrison        | ERA Tipo B        | 28   | + 2 giri       |
| 10  | 37 | Tony Rolt            | Alfa Romeo Aitken | 28   | + 2 giri       |
| 11  | 24 | David Hampshire      | ERA Tipo C        | 28   | + 2 giri       |
| 12  | 18 | Johnny Claes         | Talbot-Lago T26C  | 28   | + 2 giri       |
| 13  | 39 | Pierre Levegh        | Talbot-Lago T26C  | 27   | + 3 giri       |
| 14  | 21 | Gordon Watson        | Alta 69           | 27   | + 3 giri       |
| 15  | 11 | Joe Fry              | Maserati 4CL      | 27   | + 3 giri       |
| 16  | 25 | George Nixon         | ERA Tipo A        | 27   | + 3 giri       |
| 17  | 34 | Roy Salvadori        | Maserati 4CL      | 27   | + 3 giri       |
| 18  | 12 | David Murray         | Maserati 4CL      | 26   | + 4 giri       |
| 19  | 33 | Joe Kelly            | Maserati 6CM      | 26   | + 4 giri       |
| 20  | 1  | Geoff Crossley       | Alta GP           | 26   | + 4 giri       |
| 21  | 36 | Geoff Richardson     | RRA               | 21   | + 9 giri       |
| Rit | 22 | Geoff Ansell         | ERA Tipo B        | 20   | Freni          |
| Rit | 16 | Reg Parnell          | Maserati 4CLT/48  | 13   | Freni          |
| Rit | 3  | Richard Habershon    | Delage 15S8       | 10   | Perdita d'olio |
| Rit | 4  | John Horsfall        | ERA Tipo B        | 8    | Incidente      |
| Rit | 20 | Philippe Étancelin   | Talbot-Lago T26C  | 2    | Cambio         |